# Hadena cypriaca
Hadena cypriaca är en fjärilsart som beskrevs av Emilio Berio 1978. Hadena cypriaca ingår i släktet Hadena och familjen nattflyn. Inga underarter finns listade i Catalogue of Life.